# Chloroclystis peremptata
Mesocolpia peremptata là một loài bướm đêm trong họ Geometridae.